# C-19
氷山C-19は、1980年代から科学者たちが監視していた亀裂の場所で2002年5月にロス棚氷から分離した氷山。C-19の分離後、ロス棚氷は1911年にロバート・スコット隊により調査された時のサイズに戻った。C-19は最近この地域で生まれた氷山ではB-15に次いで大きなものであり、面積は5,500平方キロメートル以上あった。
2002年中、C-19はロス海南部からの氷の移動を妨げた。その結果、春から夏の間氷の量が増加し植物プランクトンの大幅な減少をもたらした。
2003年夏、C-19は非常に速い速度で北へ向かいってアデア岬を通過し、C-19AとC-19Bの2つに割れた。
2年間ビクトリアランド沿岸に留まった後、2005年9月にC-19Aは北へ流れ始めた。2006年3月時点の位置はバレニー諸島の西200キロメートルの太平洋であった。2008年5月時点での面積はおよそ5,141平方キロメートルであった。